# P. S. Я всё ещё люблю тебя
P.S. «Я всё ещё люблю тебя» — любовный роман для молодёжи американского автора Дженни Хан, впервые опубликованный издательством «Саймон и Шустер» и выпущенный 26 мая 2015 года. Это продолжение романа «Всем парням, которых я раньше любила», выпущенного 15 апреля 2014 года за которым последовал третий выпуск "С любовью, Лара Джин, вышедший в свет 2 мая 2017 года.
12 февраля 2020 года компания Нетфликс выпустила фильм по мотивам книги. Это непосредственное продолжение книги «Всем парням, которых я любила раньше».

## Сюжет
После драки между Ларой Джин, Джошем и Питером на рождественской вечеринке у Лары Джин Кови, Лара Джин понимает, что влюбилась в Питера. В надежде помириться, Лара Джин направляется к дому Питера с любовным письмом, надеясь, что он прочитает его. После короткого разговора они собирались поцеловаться, но им помешал брат Питера. После этого затем они решают, что хотят быть настоящей парой. В школе Лара Джин узнает, что кто-то разместил видео, где она и Питер занимаются любовью в джакузи после лыжной прогулки. Ходят слухи, что они занимались сексом. Посмотрев на уроке видео, Питер в ярости и предупреждает анонимного отправи не связываться с Ларой Джин.
Прежде уехать, чтобы вернуться в колледж в Шотландии, Марго просит Лару Джин найти работу. Следуя ее совету, Лара Джин в качестве волонтера организовывает кружок по скрапбукингу в доме престарелых в Бельвью и сближается со Сторми, пожилой женщиной со вспыльчивым характером. Сторми дает Лара Джин советы, как строить отношения. Тем временем Китти начинает попытки свести своего отца с соседкой по улице, Триной Ротшильд.
Однажды Лара Джин получает по почте письмо от Джона Амброуза Макларена, в котором говорится, что он получил любовное письмо, которое она ему написала. Лара Джин и Джон скоро становятся друзьями по переписке . Когда Лара Джин узнает, что соседний домик на дереве, в котором она и ее друзья любили тусоваться, скоро будет срублен, она решает устроить там вечер встречи одноклассников и приглашает Джона. Она также планирует открыть капсулу времени, которую они спрятали в домике на дереве, когда они были в седьмом классе.
На вечеринку в домике на дереве Питер приводит свою бывшую девушку, Женевьеву, зная, что Лара Джин не хотела, чтобы она приходила. Лара Джин также узнает, что они тусили вместе перед вечеринкой. Лара начинает что-то подозревать и немного ревнует к «отношениям» Питера и его бывшей.
Во время вечеринки Лара Джин пытается отвлечься от Питера, сосредоточив свое внимание на Джоне. Группа в свою очередь решает достать капсулу времени и затем решает сыграть в игру, в которую часто играли в детстве — в «Ассассинов». Они решают, что призом для победителя будет исполнение одного его желания. Лара Джин полна решимости победить, так как раньше она никогда не выигрывала.
После вечеринки Лара Джин и Питер спорят о том, какие отношения у Джона с Женевьевой. Питер настаивает, что Джона с его бывшей связывает только дружба. Во время игры Ассассины Лара Джин обнаруживает, что Питер и Женевьева заключили союз, в результате чего она снова начинает подозревать, что между ними нечто большее, чем дружба.
Лара Джин узнает, что Сторми — бабушка Джона, когда он приезжает в дом престарелых, а также устраняет его из Ассасинов. Ее следующая цель теперь Питер, и Джон решает помочь ей.
Тем временем Лара Джин и Питер расстаются, когда узнают, что Питер знал, что Женевьева была тем человеком, который разослал видео из джакузи. Она говорит ему, что если она победит в Ассасинах, ей хотелось бы, чтобы они никогда не начинали отношения. Лара Джин начинает проводить больше времени с Джоном, когда они планируют убрать Женевьеву из игры. Лара Джин побеждает и обнаруживает причину, по которой Питер и Женевьева гуляли вместе: Женевьева по секрету поделилась с Питером, что у ее отца роман с молодой женщиной.
Лара Джин встречается с Питером в доме на дереве накануне дня, когда его должны были срубить. Она говорит ему, что хочет, чтобы между ними все было как раньше, и Питер признаётся ей в любви.

## Отзывы
Роман пять недель продержался в списке бестселлеров New York Times, заняв второе место в разделе «Литература для молодежи».